# Kurtharzia nugatoria
Kurtharzia nugatoria är en insektsart som först beskrevs av Navás 1909.  Kurtharzia nugatoria ingår i släktet Kurtharzia och familjen Pamphagidae. Inga underarter finns listade i Catalogue of Life.